# 265
El 265 (CCLXV) fou un any comú començat en diumenge del calendari julià.

## Esdeveniments
- L'emperador romà Gal·liè mana fortificar les ciutats de Mediolànum i Verona.

## Necrològiques
- 6 de setembre: Sima Zhao, general i polític xinès (n. el 211).